# Данило Бракус
Данило Бракус (25. мај 1911 —1941) јереј СПЦ и парох у Бјелопољу крај Коренице. Рођен је у Залужници крај Оточца. Богословију је завршио у Сарајеву 1936, а рукоположен је 1938. Усташе су га ухапсиле неколико дана након проглашења НДХ. Најпре је био у кореничком затвору, где су га страшно мучили. Сведоци су навели да му је брада била посута бензином и запаљена. Одведен је у Госпић, где је и убијен.